# Jayme de Aguiar

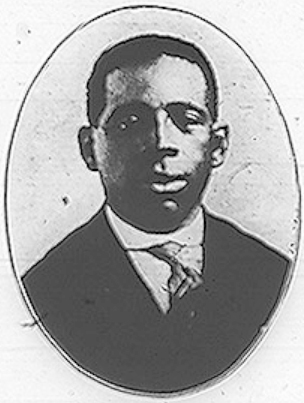
Jayme de Aguiar em 1927

Jayme de Aguiar foi um jornalista brasileiro e um destacado ativista do movimento negro paulista.
Nascido em São Paulo em uma família de negros alforriados, protegidos pela família Paula Souza, teve acesso a educação em um bom colégio, o Coração de Jesus, e pôde adquirir uma ampla cultura. Em função disso se inseriu na elite intelectual negra paulista do início do século XX, onde logo ganhou projeção, principalmente como um dos primeiros e principais organizadores da imprensa negra no estado. Foi diretor do jornal Evolução e colaborador em vários outros periódicos, entre eles Alvorada, Senzala, Getulino e O Patrocínio, onde foi o principal colaborador.
Foi o mentor e professor de outro destacado ativista, José Correia Leite, que tinha uma formação deficiente, a quem deu aulas de português e matemática, introduziu na poesia e o fez ser recebido em diversas sociedades negras. Com Leite deu a contribuição pela qual é mais lembrado, a fundação em 6 de janeiro de 1924 do jornal O Clarim da Alvorada, um dos mais importantes do período, circulando em todo o estado, do qual foi diretor e principal redator. Assíduo articulista, escrevia sob os pseudônimos de Maria Rosa, Moysés Cintra, Jim de Araguary, Praxedes, Ana Maria e Jim do Vale.
Seus artigos versavam sobre as principais questões que interessavam aos negros: o combate ao racismo, a integração na sociedade, o resgate da dignidade e da memória, o fortalecimento da identidade e de uma solidariedade de grupo com base na etnia, entre outros. Para ele o progresso e a emancipação social do negro seriam alavancadas principalmente pelo aprimoramento da educação e da conduta moral, pela ênfase no trabalho e na disciplina, e pelo desenvolvimento econômico. Segundo Maria Cláudia Cardoso Ferreira, foi com O Clarim "que o caráter combativo da imprensa negra desenvolveu-se e acentuou-se, [...] propondo inúmeras atividades e reflexões que passavam pela questão do reconhecimento do papel do grupo negro na história do país, especialmente na cidade de São Paulo, além de tentar mobilizar este mesmo grupo para questões voltadas à conquista da cidadania plena, não apenas jurídica". Para Vinícius Alves da Silva, o periódico foi "um elemento fundamental na construção de uma consciência política e social no meio negro".
Também merecem nota sua participação no Centro Cívico Palmares e na fundação da Frente Negra Brasileira, em 16 de setembro de 1931, que chegou a ter mais de 25 mil associados, reunidos em mais de 60 filiais em vários estados do Brasil, sendo a mais destacada e influente associação de seu gênero em sua época, transformando-se em partido político em 1936. Colaborou no jornal da Frente, A Voz da Raça.
Participou ainda da criação da Associação Cultural do Negro em 28 de dezembro de 1954, formada no período das comemorações oficiais do quarto centenário da cidade de São Paulo, onde a contribuição do negro foi largamente ignorada, tornando claro para esses ativistas que o debate sobre a desigualdade e o racismo no Brasil havia progredido pouco. Em seus estatutos ficavam declarados os objetivos do grupo: "a desmarginalização e recuperação social de todos os elementos que vivem em situação marginal, principalmente o negro". A partir daí Aguiar serviria como informante em diversas pesquisas sobre o movimento negro realizadas pela UNESCO, Roger Bastide e Florestan Fernandes, fornecendo dados e documentos. A Associação também fomentou um grande florescimento da literatura negra, o fortalecimento de uma consciência étnica e a criação de uma estética literária especificamente negra, valorizando uma literatura engajada, produzindo um significativo acervo de publicações e servindo de inspiração para a criação de outros grupos.
Aguiar desempenhou ainda um papel no resgate da história da imprensa negra paulista ao preservar um grande acervo de publicações, que foram reproduzidas em parte pela Imprensa Oficial do Estado de São Paulo e depois digitalizadas e disponibilizadas pela Hemeroteca Digital Brasileira da Biblioteca Nacional. Os originais foram doados ao Instituto de Estudos Brasileiros da USP e ao Centro de Documentação e Memória da UNESP.